# Boston-Mavic
El equipo Boston-Mavic fue un equipo ciclista belga que compitió profesionalmente entre 1980 y 1981.

## Corredor mejor clasificado en las Grandes Vueltas
| Año  | Giro de Italia | Tour de Francia       | Vuelta a España |
| ---- | -------------- | --------------------- | --------------- |
| 1980 | -              | 23.º Ferdinand Julien | -               |
| 1981 | -              | 2.º Lucien van Impe   | -               |

## Principales resultados
- Flecha de las Ardenas: Jan Nevens (1980)
- Copa Sels: Benjamin Vermeulen (1980)
- Polynormande: Lucien van Impe (1981)

### A las grandes vueltas
- Vuelta a España
  - 0 participaciones
  - 0 victorias de etapa:
  - 0 victorias final:
  - 0 clasificaciones secundarias:

- Tour de Francia
  - 2 participaciones (1980, 1981)
  - 1 victorias de etapa:
    - 1 al 1981: Lucien Van Impe

  - 0 victorias final:
  - 1 clasificaciones secundarias:
    - Gran Premio de la montaña: Lucien van Impe (1981)

- Giro de Italia
  - 0 participaciones

## Equipos
| Boston-IFI-Mavic 1980 | Boston-Mavic 1981 |
| - Jan Baeyens - Shane Bartley - Eddy Cael - Finn Clausen - Luc De Bruyne - Luc De Grauwe - Paul De Keyser - Willy De Keyser - Jozef Devits - Peter Gödde - Derek Hunt - Erich Jagsch - Jan Jonkers - Danny Lauwers - Marc Moens - Jacques Osmont - Jan Poelmans - Luc Roelandt - Willy Scheers - Wim Schroyens - Philippe Tesniere - Stan Tourné - Jan Verfaillie - Benjamin Vermeulen | - Jan Baeyens - Shane Bartley - Ronny Bossant - Carlos Cuyle - Roger De Cnijf - Luc De Grauwe - Paul De Keyser - Willy De Smet - Marc Goossens - Dirk Heirweg - Derek Hunt - Jan Jonkers - Alain Meslet - Jan Nevens - Willy Scheers - Willy Teirlinck - Philippe Tesniere - Stan Tourné - Lucien Van Impe - Frank Van Impe - Johnny Vanderveken - Jan Verfaillie - Benjamin Vermeulen |